# Incidente Moberly–Jourdain

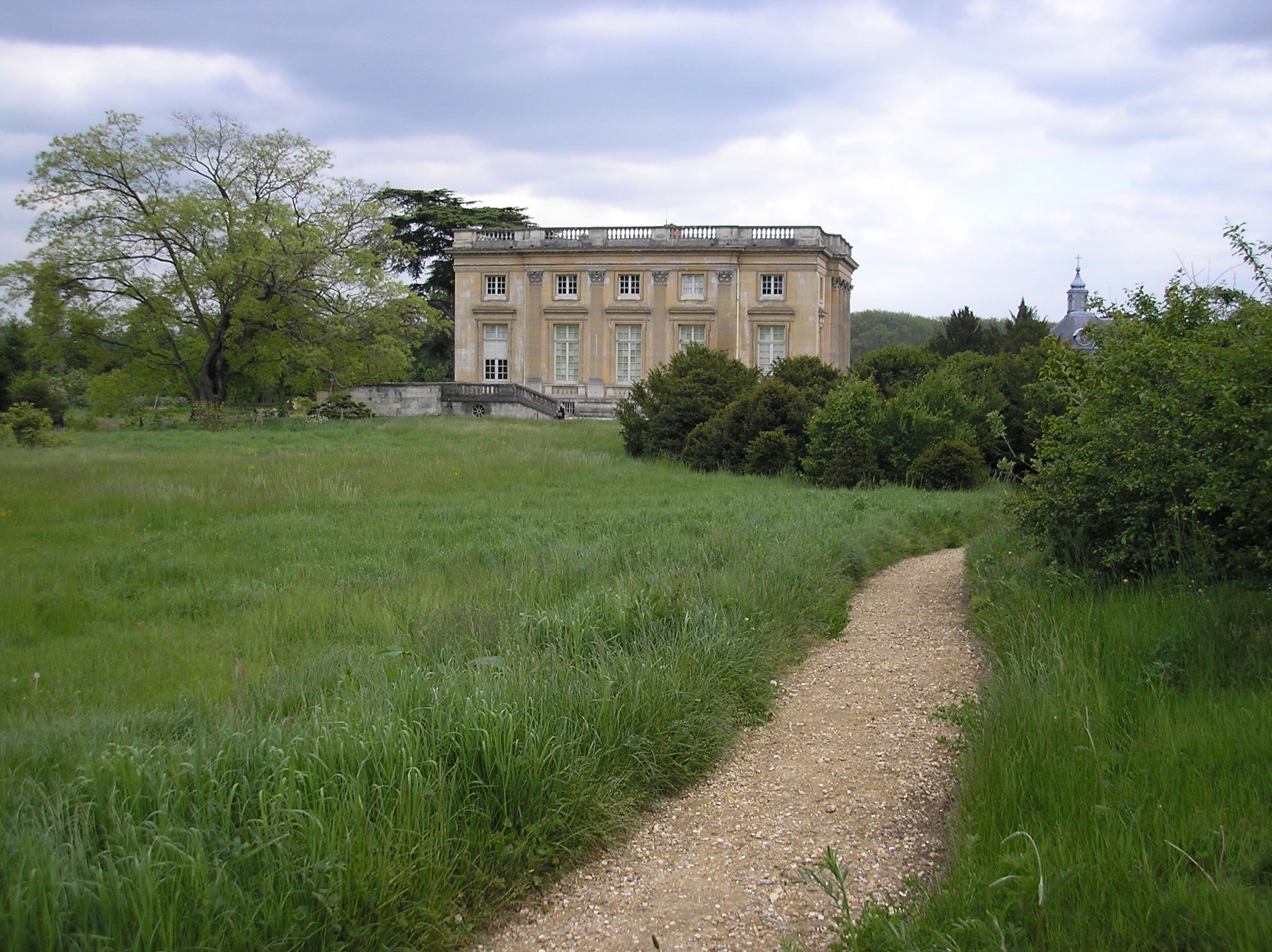
O Petit Trianon em 2005, onde o incidente supostamente ocorreu.

O incidente Moberly–Jourdain, ou os fantasmas do Petit Trianon ou Versalhes,  foi um evento que ocorreu em 10 de agosto de 1901 nos jardins do Petit Trianon, envolvendo duas acadêmicas do sexo feminino, Charlotte Anne Moberly (1846–1937) e Eleanor Jourdain (1863–1924). Ambas as mulheres eram oriundas de famílias instruídas; o pai de Moberly era um professor e um bispo, e o pai de Jourdain era um vigário. Durante uma viagem a Versalhes, elas visitaram o Petit Trianon, um pequeno castelo no interior do parque do Palácio de Versailles, onde supostamente sofreram um lapso de tempo e viram Maria Antonieta, bem como outras pessoas do mesmo período.

## Panorama

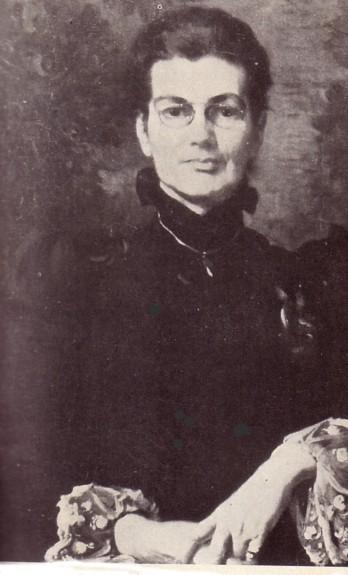
Charlotte Anne Moberly

Moberly, nascida em 1846, era a décima de quinze crianças. Ela veio de uma boa formação;. Seu pai, George Moberly, foi o diretor do Winchester College e mais tarde Bispo de Salisbury. Em 1886 Moberly tornou-se o primeiro diretor de um salão de residência para as mulheres jovens, o St Hugh's College em Oxford. Tornou-se evidente que Moberly precisava de alguém para ajudar a administrar o colégio, e Jourdain foi convidada para ser assistente de Moberly.

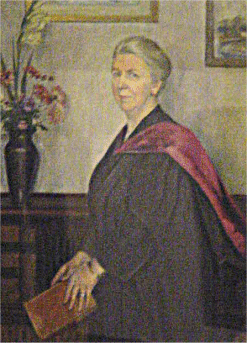
Eleanor Jourdain

Jourdain nasceu em 1863, era a mais velha de dez filhos e seu pai, o Reverendo Francis Jourdain, era o vigário de Ashbourne, em Derbyshire. Ela era irmã da historiadora de arte Margaret Jourdain e do matemático Philip Jourdain. Ela foi para a escola em Manchester, ao contrário da maioria das meninas da época, educadas em casa. Jourdain foi também a autora de vários livros, administrou uma escola própria, e após o incidente se tornou a vice-diretora do St. Hugh's College. Antes de Jourdain ser nomeada, foi decidido que as duas mulheres deveriam se conhecer melhor; Jourdain possuía um apartamento em Paris, onde ela ensinava crianças inglesas, e assim Moberly foi para lá ficar com ela.

## O incidente
Como parte de uma série de passeios, elas decidiram visitar o Palácio de Versalhes, já que ambas não estavam familiarizadas com ele. Em 10 de agosto de 1901, elas viajaram de trem para Versalhes. Não pensaram muito no palácio depois da excursão, então decidiram caminhar pelos jardins até o Petit Trianon. No caminho, chegaram ao Grand Trianon e descobriram que estava fechado ao público. Elas viajaram com um guia Baedeker, mas as duas mulheres logo se perderam depois de perderem o curso para a avenida principal, Allée des Deux Trianons. Elas passaram por essa estrada, e entraram num beco, onde sem saber passaram do seu destino. Moberly notou uma mulher agitando um pano branco de uma janela e Jourdain notou uma velha fazenda abandonada, fora da qual havia um antigo arado. Nesse momento, elas alegaram que um sentimento de opressão e melancolia veio sobre elas. Em seguida, viram alguns homens que pareciam jardineiros do palácio, que lhes disseram para irem em frente. Moberly descreveu mais tarde os homens como "funcionários muito respeitáveis, vestidos com longos casacos verdes acinzentados com pequenos chapéus de três pontas." Jourdain percebeu uma casa de campo com uma mulher e uma menina na porta. A mulher estava segurando um jarro para a menina. Jourdain descreveu a cena como um tableau vivant, um quadro vivo, muito parecido com trabalhos em cera do Madame Tussauds. Moberly não observou a casa de campo, mas sentiu a mudança de atmosfera. Ela escreveu: "Tudo de repente parecia anormal, portanto, desagradável, até mesmo as árvores pareciam ser achatadas e sem vida, como a madeira trabalhada em tapeçaria. Não havia efeitos de luz e sombra, e nenhum vento agitava as árvores.

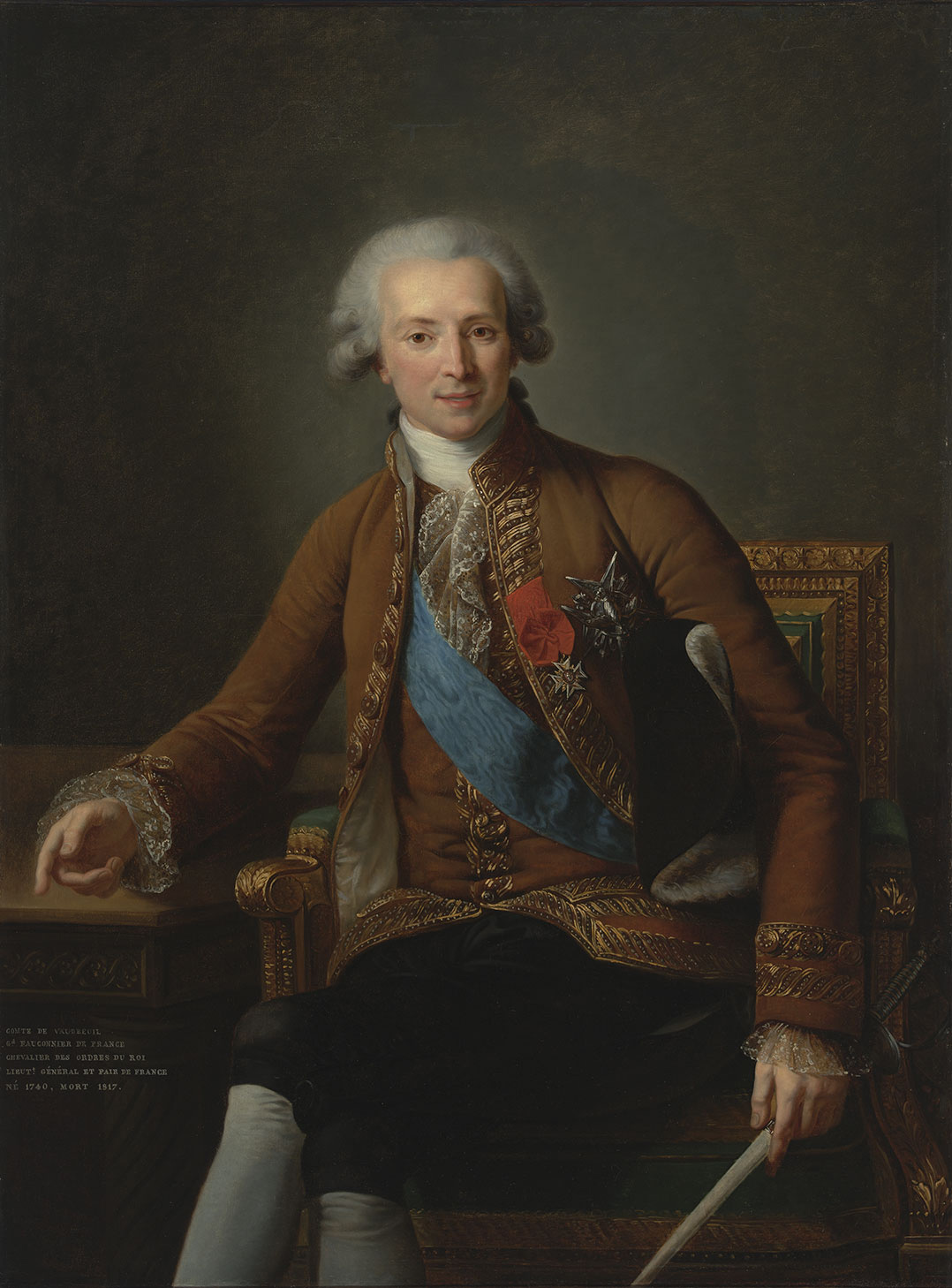
O Comte de Vaudreuil foi mais tarde sugerido como um candidato para o homem com o rosto marcado alegadamente visto por Moberly e Jourdain.

Elas chegaram à beira de um bosque, perto do Templo de l'Amour, e se depararam com um homem sentado ao lado de um quiosque do jardim, vestindo uma capa e um chapéu de sombra grande. De acordo com Moberly, sua aparência era "a maior parte repugnante... sua expressão odiosa. Sua pele era escura e áspera. Jourdain observou que "o homem lentamente virou o rosto, que era marcado pela varíola; sua pele era muito escura. A expressão era má e ainda sem vê-lo, e apesar de eu não sentir que ele estava olhando particularmente para nós, eu sentia uma repugnância passando por ele. O homem então foi descrito como "alto... com grandes olhos escuros e cabelos ondulados pretos sob um chapéu sombrero grande", veio até elas, e mostrou-lhes o caminho para o Petit Trianon.

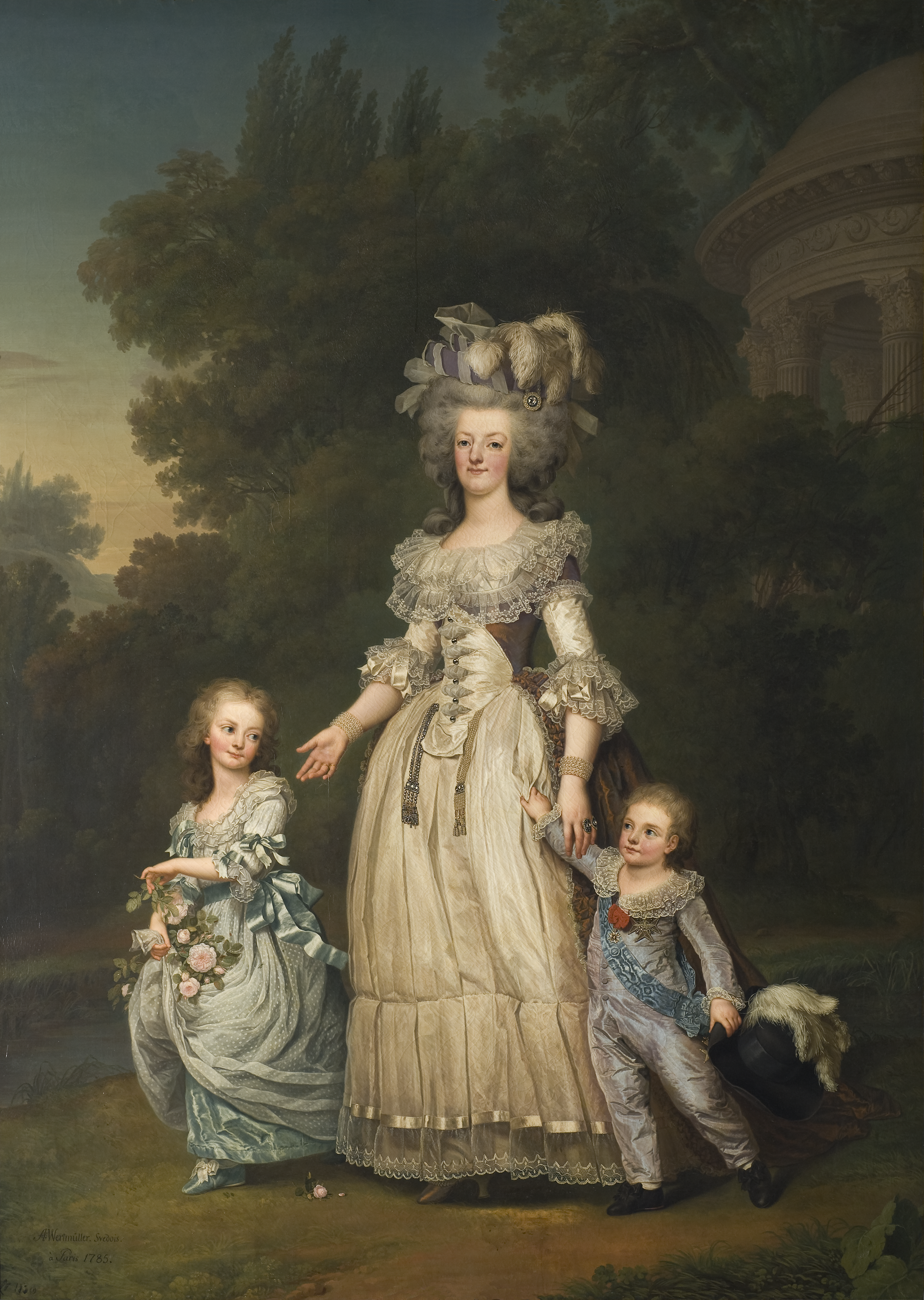
Retrato de Maria Antonieta por Wertmüller. A figura que Moberly viu perto do Petit Trianon foi alegada ter uma semelhança com a rainha como retratado nesta pintura

Depois de atravessarem uma ponte, chegaram aos jardins em frente ao palácio, e Moberly observou uma senhora desenhando sobre a grama que olhava para elas. Depois ela descreveu o que viu em grande detalhe: a moça estava usando um vestido leve de verão, em sua cabeça havia um chapéu branco com sombra, e ela tinha cabelos loiros. À primeira vista, Moberly achava que ela era uma turista, mas o vestido parecia ser antiquado para a época. Moberly chegou a acreditar que a senhora fosse Maria Antonieta. Jourdain, porém, não viu a senhora.
Depois disso, elas se dirigiram para a entrada e se juntaram a um outro grupo de visitantes. Depois de visitarem a casa, elas tomaram chá no Hotel des Reservoirs antes de retornarem ao apartamento de Jourdain.

## Resultado
Depois de deixar Versalhes, nem Jourdain nem Moberly mencionaram o incidente entre elas, até uma semana depois. Moberly escreveu uma carta sobre a viagem para a irmã, e quando ela chegou na tarde do incidente de Versalhes, ela perguntou a Jourdain se achava que o Petit Trianon era assombrado. Jourdain disse que ela pensava que era. Três meses depois, em Oxford, compararam suas anotações e decidiram escrever um relato separado do que aconteceu, e pesquisar a história do Trianon. Feito isso, elas descobriram que em 10 de agosto de 1792, o Palácio das Tulherias, em Paris, foi cercado, os guardas suíços do rei foram massacrados, e a própria monarquia foi abolida seis semanas depois.
Elas visitaram os jardins do Trianon novamente em várias ocasiões, mas não conseguiram traçar o caminho que pegaram no dia do incidente. Vários pontos turísticos, como o quiosque e a ponte haviam desaparecido, e os arredores estavam cheios de pessoas. Tentando chegar a uma explicação, elas se perguntavam se elas tinham se deparado com uma festa privada, ou um evento reservado naquele dia. Contudo, elas descobriram que nada tinha sido reservado naquela tarde. Durante sua pesquisa, elas pensaram que reconheceriam o homem próximo ao quiosque como o conde de Vaudreuil, um amigo de Marie Antoinette, que ela mesma havia pensado ter sido visto por Moberly.
Convencidas de que os arredores eram assombrados, elas decidiram publicar suas descobertas em um livro, An Adventure (1911), sob os pseudônimos de Elizabeth Morison e Frances Lamont. O livro, contendo a alegação de que Maria Antonieta tinha sido encontrada em 1901, causou sensação. No entanto, muitos críticos não levaram a sério os fundamentos das implausibilidades e inconsistências que a obra continha. Uma resenha do livro da Society for Psychical Research sugeriu que as mulheres tinham interpretado mal os eventos normais que sofreram. Em 1903, um mapa antigo dos jardins do Trianon foi encontrado e mostrou uma ponte que as duas mulheres afirmaram terem cruzado e que não tinha sido mostrado em qualquer outro mapa. A identidade dos autores de An Adventure não foi tornado público até 1931.
Ambas as mulheres são descritas por terem vivenciado muitas experiências paranormais antes e após a sua aventura. Em uma delas, Moberly afirmou ter visto no Museu do Louvre, em 1914, uma aparição do imperador romano Constantino, um homem de estatura incomum usando uma coroa de ouro e uma toga, ele não foi observado por ninguém. Durante a Primeira Guerra Mundial, Jourdain, a personalidade dominante da dupla e que tinha sido sucedida como diretora do St. Hugh's, tornou-se convencida de que um espião alemão estava escondido no colégio. Depois de desenvolver um comportamento cada vez mais autocrático, ela morreu de repente em 1924 no meio de um escândalo sobre sua liderança acadêmica da faculdade, sua conduta provocou demissões em massa do corpo docente. Moberly morreu em 1937.
A história da aventura foi transformada em um telefilme, Miss Morison's Ghosts, em 1981.  O incidente, diz-se, exerceu uma influência sobre as opiniões e trabalhos de J. R. R. Tolkien.

## Algumas explicações
Além da explicação por parte das mulheres que tinham sido apanhadas no que é hoje chamado de lapso temporal e tinham observado fantasmas do passado, uma explicação não sobrenatural dos eventos foi proposta por Philippe Jullian em sua biografia de 1965 do poeta francês Robert de Montesquiou. Na época da excursão de Moberly e Jourdain para Versalhes, Montesquiou morava nas proximidades, e teria dado festas nas áreas próximas nas quais seus amigos vestiam-se com trajes da época e realizavam tableaux vivants como parte dos entretenimentos da festa. Moberly e Jourdain poderiam inadvertidamente terem se deparado com um desses ensaios para  uma dessas apresentações. A figura de Maria Antonieta poderia ter sido uma dama da alta sociedade ou de um cross-dresser, o homem gordo poderia ter sido o próprio Montesquiou. Foi sugerido que uma reunião da decadente vanguarda francesa da época poderia ter causado uma impressão sinistra sobre as duas solteironas de classe média de Edwardian que estariam pouca acostumadas com tais companhias.
Em uma análise da história da aventura de Moberly-Jourdain e da grande reação pública para o caso, o literário norte-americano Terry Castle registou com ceticismo a afirmação de que uma ilusão compartilhada pode ter surgido de uma folie à deux lésbica entre as duas mulheres. Castle conclui que, quando todas as explicações propostas tiverem sido consideradas, um núcleo de mistério permanece, tanto em relação às dinâmicas psicológicas da dupla como a quaisquer aspectos de paranormal associados à sua história.
Sem endossar integralmente a explicação de Montesquiou, Michael Coleman examinou cuidadosamente a história, e em particular as duas versões publicadas dos relatos das senhoras (o primeiro escrito do qual, a partir de novembro de 1901, só havia sido anteriormente publicado no segundo, uma pequena tiragem, edição de An Adventure em 1913), e concluiu que os textos mais amplamente disponíveis, como os publicados em 1911 e edições posteriores, foram consideravelmente costurados bem depois dos eventos descritos e após as senhoras terem começado as investigações, enquanto os relatos originais tinham pouco ou nada que sugira uma experiência sobrenatural. Ele também questionou o rigor e a fiabilidade das pesquisas posteriores das senhoras, ressaltando que poucos, se houverem, de seus informantes são nomeados e que a maioria das suas referências literárias e históricas foi tomada a partir de fontes não confiáveis.[carece de fontes?]